# Burg Leiterstädt
Die Burg Leiterstädt ist eine abgegangene Wasserburg östlich des Ortsteiles Langenstein der Stadt Kirchhain im Landkreis Marburg-Biedenkopf in Hessen.

## Beschreibung
Die von den Herren von Leiterstädt (vermutlicher Ortsadel, urkundlich zwischen 1260 und 1283 nachgewiesen) im 12. bis 13. Jahrhundert erbaute Wasserburg wurde 1282 erwähnt und um 1478 zerstört. Von der ehemaligen Burganlage ist nichts erhalten. Vermutlich war sie eine befestigte Hofanlage zum Schutz des wüst gegangenen Ortes Leiterstede, der für etwa die gleiche Zeit nachgewiesen ist. Ort und Burg müssen sehr klein gewesen sein, es ist keine eigene Gemarkung überliefert.